# Цагера
Цагера (груз. ცაგერა) — село в Грузії.
За даними перепису населення 2014 року в селі проживає 28 осіб.